# Юхан Банер
Юхан Банер (швед. Johan Banér; 22 червня 1596 — 10 травня 1641) — військовий діяч королівства Швеція часів Тридцятирічної війни.

## Біографія

### Молоді роки
Походив зі шведського шляхетського роду Банерів. Син Густава Банера, таємного радника, і Крістіни Стуре (онуки Стена Стуре Молодшого). Народився 1596 року в замку Юрсголь (Уппланд). 1600 року його батька та стрийка Стена Банера(разом з низкою аристократів) було страчено за наказом короля Карла IX, як учасників змови на користь короля Сигізмуда Вази (події відомі як Лінчепізька «кривава купіль»). Усе майно Банерів було конфісковано.
Новий шведський король Густав II Адольф невдовзі після сходження на трон 1611 року відновив статес Банерів. 1615 року вперше долучився до війська під час війни з Московським царством. Брав участь в облозі Пскова. 1617 року надано звання корнета.

### Війни з річчю Посполитою
1620 року стає капітан-лейтенантом. З 1621 року брав участь у війні проти Речі Посполитої. Того ж року брав участь в облозі Риги, за що підвищено до полковника та зроблено лицарем. 1623 року оженився на королівській фрейліні. Того ж року стає генерал-майором.
У 1625—1626 роках був комендантом Риги. 1626 року звитяжив у битвах під Вальгофом і Гнєвом. У 1627 році проявив себе під час кампанії в Пруссії, зокрема у битві біля Діршау. Того ж року стає генералом піхоти, губернатором Мемеля та представником Швеції на перемовинах з Річчю Посполитою. 1628 року відзначився у битві біля Гданську.

### Тридцятирічна війна
1630 року разом з королем висадився в Померанії. Того ж року стає таємним радником. 1631 року в битві під Брейтенфельдом очолював кінноту на правому фланзі. Згодом відзначився під час захоплення Аугсбургу та Мюнхену, звитяжив у битві на річці Лех 1632 року. Невдовзі зазнав поранення в битві біля Альте-Весте проти імперської армії Альбрехта Валленштейна, де шведи зазнали поразки. Був залишений в Баварії, де протистояв Йоганну фон Алдрінгену.
1634 року рушив до Богемії з наміром зайняти Прагу та з'єднатися з армією саксонського курфюрста. Втім шведсько-саксонське військо на чолі із Бернардом Саксен-Веймарським і Густавом Горном зазнала поразки від іспано-імператорського війська у битві при Нердлінгені. В результаті Банер відступив до Померанії. Невдовзі отримав звання фельдмаршала.
Відповідно до Празького миру 1635 року на бік імператора перейшла Саксонія та значна кількість протестантських князів Німеччини.
У 1636 році спільно з Алєксандром Леслі завдав поразки імператорської армії на чолі із Мельхіором фон Гацфельдтом у битві біля Віттштоку, цим значно покращив становище Швеції. Того ж року після смерті дружини одружився вдруге.
1637 року Юхан Банер рушив до Саксонії, де спробував зайняти Лейпциг, але під тиском імператорської армії на чолі з Матіасом Ґалласом знову відступив до Померанії. При цьому зумів врятуватися від оточення. Лише 1639 року шведи відновили наступ. Тоді Банер спільно з Леннартом Торстенсоном завдав поразки імператорсько-саксонському війську у битві при Хемніці. Слідом за цим шведська армія увійшла до Богемії.
1640 року після смерті другої дружини взяв третій шлюб. Взимку 1640/1641 року раптово підійшов до Регенсбургу, але не зміг швидко перетнути ріку, а потім відступив під тиском баварського генерала Франца фон Мерсі. Намагався знову прорватися до Богемії, але в травні 1641 року у битві біля Пресніцу зазнав поразки від Октавіо Пікколоміні. Відступив до Гальберштадту, де невдовзі помер від цирозу печінки. Похований у церкві Ріддаргольмена у Стокгольмі.

## Характер
Мав шану серед солдатів та повагу серед офіцерів. Також був відомий своєю любов'ю до їжі і жінок.

## Родина
1. Дружина — Катерина Єлизавета, донька Адама I фон Пфуля з Бранденбургу.
Діти:
- Густав Адам (1624—1681), граф, полковник, генерал-губернатор Інгерманландії
- Крістіна
- Катарина
- донька
- Анна

2. Дружина — Єлизавета Юліана, донька графа Георга III фон Ебоха-Бройберга.
Дітей не було.
3. Дружина — Йоганна Маргарита, донька Фрідріха V Церінгена, маркграфа Баден-Дурлаху.
Дітей не було.